# Veneto Classic 2022
La Veneto Classic 2022, seconda edizione della corsa, valida come prova dell'UCI Europe Tour 2022 e diciannovesima ed ultima della Ciclismo Cup 2022, categoria 1.1, si è svolta il 16 ottobre 2022 su un percorso di 190 km, con partenza da Treviso e arrivo a Bassano del Grappa, in Italia. La vittoria fu appannaggio dello svizzero Marc Hirschi, il quale completò il percorso in 4h39'54", alla media di 40,729 km/h, precedendo gli italiani Davide Formolo e Nicola Conci.
Sul traguardo di Bassano del Grappa 74 ciclisti, dei 111 partiti da Treviso, portarono a termine la competizione.

## Squadre e corridori partecipanti
| N.    | Cod. | Squadra                   |
| ----- | ---- | ------------------------- |
| 1-6   | UAD  | UAE Team Emirates         |
| 11-16 | AQT  | Astana Qazaqstan Team     |
| 21-26 | TFS  | Trek-Segafredo            |
| 32-36 | LTS  | Lotto Soudal              |
| 41-45 | COF  | Cofidis                   |
| 51-56 | IPT  | Israel-Premier Tech       |
| 61-65 | BEX  | Team BikeExchange-Jayco   |
| 71-76 | ADC  | Alpecin-Deceuninck        |
| 81-86 | BCF  | Bardiani-CSF-Faizanè      |
| 91-96 | BWB  | Bingoal Pauwels Sauces WB |

| N.      | Cod. | Squadra                            |
| ------- | ---- | ---------------------------------- |
| 101-106 | DRA  | Drone Hopper-Androni Giocattoli    |
| 111-116 | EOK  | Eolo-Kometa Cycling Team           |
| 121-125 | TEN  | TotalEnergies                      |
| 131-136 | UXT  | Uno-X Pro Cycling Team             |
| 141-146 | TUD  | Tudor Pro Cycling Team             |
| 151-156 | BIE  | Biesse-Carrera                     |
| 161-166 | HAC  | Hrinkow Advarics Cycleang          |
| 171-176 | GEF  | General Store-Essegibi-F.lli Curia |
| 181-186 | ZEF  | Zalf Euromobil Fior                |
| 191-196 | MGK  | MG.K Vis Colors for Peace VPM      |

## Ordine d'arrivo (Top 10)
| Pos. | Corridore         | Squadra    | Tempo    |
| ---- | ----------------- | ---------- | -------- |
| 1    | Marc Hirschi      | UAE        | 4h39'54" |
| 2    | Davide Formolo    | UAE        | a 10"    |
| 3    | Nicola Conci      | Alpecin    | a 29"    |
| 4    | Stefano Oldani    | Alpecin    | a 33"    |
| 5    | Matteo Trentin    | UAE        | s.t.     |
| 6    | Mathias Vacek     | Trek       | s.t.     |
| 7    | Francesco Busatto | Gen. Store | s.t.     |
| 8    | Rémy Rochas       | Cofidis    | s.t.     |
| 9    | Andreas Kron      | Lotto      | a 39"    |
| 10   | Diego Ulissi      | UAE        | a 42"    |